# Евмолпия (сорт грозде)
Евмолпия, известен и като Тракийски мавруд, е червен винен сорт грозде, селектиран в България чрез кръстосване на сортовете Мавруд и Мерло от Д. Бабриков и С. Кукунов. Признат е и е райониран от ДСК през 1991 г. Насаждения има и в Австралия и САЩ.
Лозите имат умерен до силен растеж и висока родовитост. От декар се получават 1500 – 2000 кг. грозде. Сортът има повишена устойчивост на студ. Гроздето узрява около началото на септември и има висока захарност.
Гроздът е голям до много голям, коничен, разширен в основата, понякога с крила, средно плътен. Зърното е дребно, овално, сладко-кисело, със сочна консистенция. Кожицата е тънка, жилава, обагрена в тъмно червено до черно-виолетово, покрита с восъчен налеп. месото е сочно, с неутрален вкус.
От сорта се произвеждат висококачествени червени вина. Те съзряват бързо и са годни за консумация още в годината след гроздобера. Имат плътен рубиненочервен цвят, слаб плодов аромат и хармоничен вкус, по който много приличат на добрите маврудови вина.